# David Boui
David Patrick Boui (Bangui, 28 de junio de 1988) es un deportista centroafricano que compitió en taekwondo. Ganó una medalla de bronce en el Campeonato Africano de Taekwondo de 2014 en la categoría de –68 kg.

## Palmarés internacional
| Campeonato Africano | Campeonato Africano | Campeonato Africano | Campeonato Africano |
| Año                 | Lugar               | Medalla             | Categoría           |
| ------------------- | ------------------- | ------------------- | ------------------- |
| 2014                | Túnez (Túnez)       | Medalla de bronce   | –68 kg              |